# Cor Kraat
Cornelis Johan (Cor) Kraat (Rotterdam, 28 september 1946) is een Nederlands beeldend kunstenaar, werkzaam als glasschilder, wandschilder, beeldhouwer, schilder, tekenaar, aquarellist, vervaardiger van gouaches, zeefdrukker, monumentaal kunstenaar en docent.
Cor Kraat heeft sinds de jaren 70 veel kunstwerken gemaakt in het Rotterdamse straatbeeld. Zo ontwierp hij onder andere de Nieuwe Delftse Poort, de kronkelende lantarenpaal, de Kraatpaal of boompaal op de hoek van Karel Doormanstraat en Van Oldenbarneveltstraat en de glazen entree van het Feijenoordstadion.
Cor Kraat staat bekend om zijn "zakelijke aanpak en door de pijnlijke nauwgezetheid, waarmee hij zijn ontwerpen uitvoert."

## Levensloop

### Jeugd en vroege carrière
Cor Kraat is geboren in Rotterdam in 1946 in de voormalige kraamkliniek aan de Henegouwerlaan. Hij groeide op in Rotterdam-West, waar hij lang is blijven wonen. Zijn vader werkte als ladingcontroleur in de haven van Rotterdam en verdiende bij als duivenmelker. Zijn moeder was huisvrouw. Na korte tijd op de HBS en MULO, belandde hij op de ambachtsschool, waar hij een opleiding tot scheepselektricien volgde. Op basis van zijn tekentalent werd hij in 1965 toegelaten op de Academie van Beeldende Kunsten te Rotterdam, "Tegen de zin van m'n ouders". Op de academie verdiepte hij zich in schilderen, beeldhouwen en ontwerpen.
Na zijn afstuderen in 1971 vestigde Cor Kraat zich als beeldend kunstenaar in Rotterdam. De Beeldende Kunstenaars Regeling verschafte hem een basisinkomen, waarvoor hij kunstwerken inleverde. In 1972 verwierf hij een eerste grotere opdracht van de gemeente voor een verfraaiing van de openbare ruimte in het centrum. Hiertoe beschilderde hij de lantarenpalen van het Stationsplein en in de Gouvernestraat, en de inmiddels verdwenen ventilatiehuisjes op het Schouwburgplein.

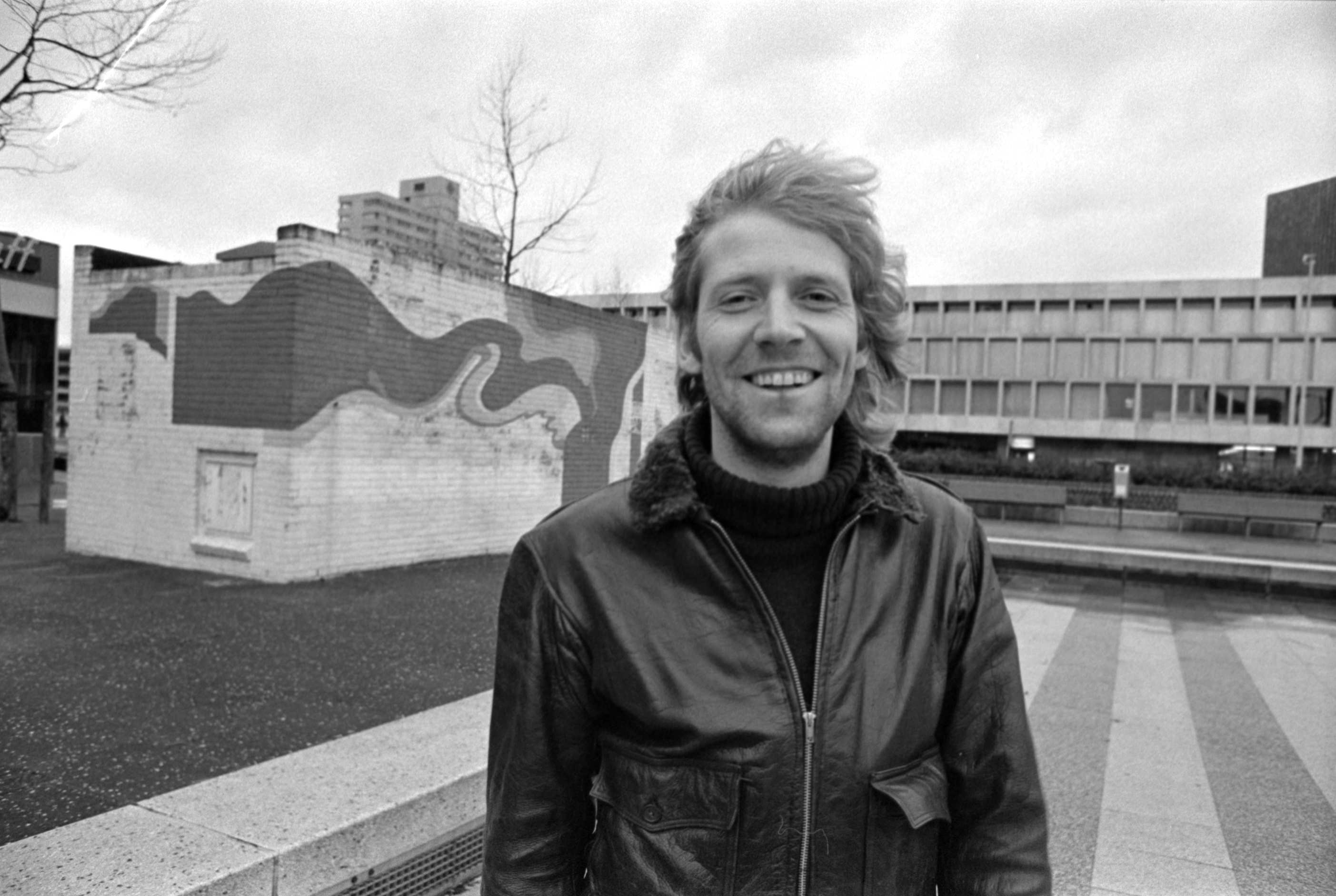
Cor Kraat op het Schouwburgplein, 1975

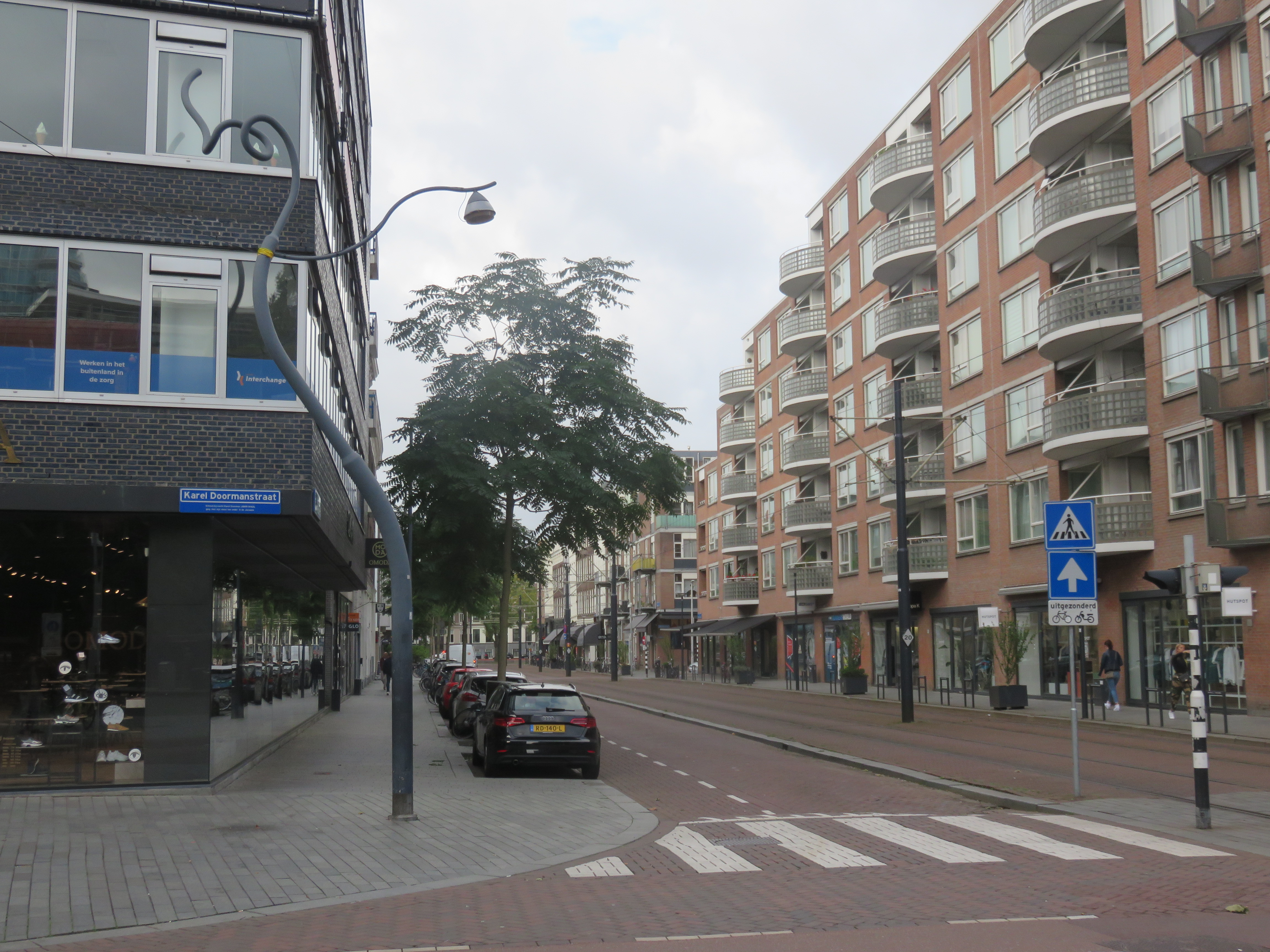
Kraatpaal (1978)

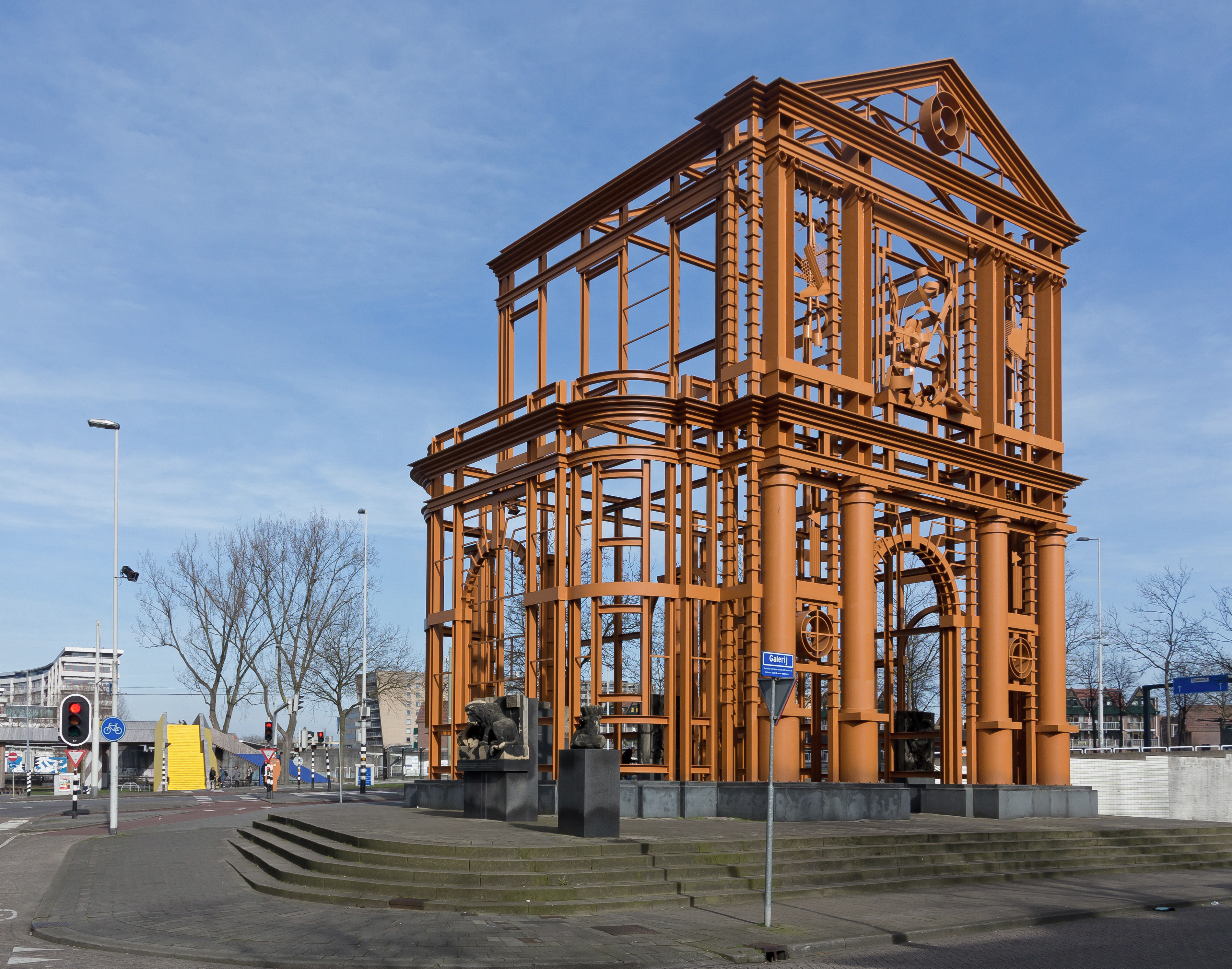
Nieuwe Delftse Poort (1993), initiatief en ontwerp van Cor Kraat

In 1973 werd Kraat verkozen boven vijf gerenommeerde kunstenaars om een ontwerp te maken voor een kunstwerk in het Feyenoordstadion, dat de gemeente Rotterdam aan Feyenoord schonk voor het winnen van de Europacup en de Wereldbeker in 1970. In de Bijlmermeer beschilderde hij de parkeergarage Grubbehoeve, en terug in Rotterdam beschilderde hij de eerste twee trams. In de opvolgende jaren wist hij vergelijkbare opdrachten binnen te slepen. Het bekendste werk uit dit tijd is de Kraatpaal, een opvallend gevormde lantarenpaal in de Karel Doormanstraat uit 1978.

### Samenwerking met Kunst en Vaarwerk, en daarna verder
In het jaar 1979 begon de samenwerking met Hans Citroen en Willem van Drunen in Kunst en Vaarwerk, die tot begin jaren negentig zou duren. Vanaf 1979 tot 1983 was hij ook docent zeefdrukken aan de Rotterdamse kunstacademie, en in 1979 was hij medeoprichter van de galerie Black Cat. Met een aantal artikelen in Het Vrije Volk profileerde Cor Kraat zich ook als opiniemaker.
Begin jaren tachtig beschilderde Cor Kraat zelf een tram als een strippenkaart (1980). Hij decoreerde het interieur van een rijksinrichting voor jongens in Breda in 1982, en een school in Amersfoort in 1985. In dat jaar kreeg hij ook van de Nederlandse Spoorwegen de opdracht de 75 nieuwe aangeschafte treinstellen, de dubbeldekkers, binnen te verfraaien.
In het begin van de jaren negentig ging Kunst en Vaarwerk uit elkaar en werd de BKR-regeling afgeschaft. Kraat richtte zich op de herbouw van de Delftse Poort waarbij hij op veel verzet stuitte van de kunstinstellingen. Voor de promotie van dit idee werkte hij samen met Cokkie Snoei van Galerie Snoei, met wie hij zelfs in New York langs ging bij Willem de Kooning. Uiteindelijk door medewerking van de politiek, financiers en de gemeentelijke dienst stadsontwikkeling onder leiding van Riek Bakker, wist hij dit project toch van de grond te krijgen. Het monument werd uiteindelijk in mei 1995 officieel geopende door de toenmalige Premier Kok.

## Werk
Terwijl tijdgenoten van Cor Kraat als Jan Dibbets en Ger van Elk met exposities in een toonaangevende galerie in New York internationaal doorbraken, is Cor Kraat meer in de buurt gebleven. Hij begon zogezegd met de beschilderde lantarenpalen aan het Stationsplein (1972), het glasraam in het Stadion Feijenoord (1973-1975), de muurschildering aan het Ericaplein (1976), de Kraatpaal in de Karel Doormanstraat (1978), en muurschildering 'De Lijst aan het Oosteinde (1980). In de jaren 80 werkte hij verder met Kunst en Vaarwerk en daarna ging hij zelfstandig verder met onder andere de 'm.s. Rottebocht' aan het Zwaanshals (1989) en de Nieuwe Delftse Poort (1995) aan het Pompenburg.

### Kunst & Vaarwerk
De samenwerking binnen Kunst & Vaarwerk was tot stand gekomen tijdens het Ongelukkige Liefde Festival in het Rotterdamse Lantaren/Venster in 1978, waar de mannen voor het eerst met elkaar samenwerkten.
De drie kunstenaars deelden met elkaar een conceptuele aanpak en ze wisten dit uit te werken tot even fraaie als humoristische ideeënkunst. Karakteristiek was verder dat ze voor de financiering van de projecten buiten de kunstinstanties omgingen en direct aanklopten bij het bedrijfsleven, gemeentes en deelgemeenten.

### Het Nederlandse kunstklimaat en de vercommercialisering in de jaren 80
In een krantenartikel in Het Vrije Volk uit 1985 schetste Cor Kraat zijn visie op het Nederlandse kunstklimaat en stelde:
...Als je me vraagt hoe het de komende tien jaar moet met de kunst van Nederland vraag ik me af: met mij of met de kunst? Het beeld van cultuur, zeker voor wat de beeldende kunst betreft, is voor de grote massa nog steeds dat van de uitvreter. Cultuur heeft een negatieve klank; er is een soort haat voor een vrijheid die mijns inziens niet begrepen wordt, een intuïtieve afkeer van een soort geheim waar men geen deel aan heeft. 
Cor Kraat had zelf een ambivalente houding ten opzichte van het netwerken in de kunst:
... Ik geloof dat je helemaal niet kunt zeggen dat er hier of daar meer talent zou zijn dan ergens anders. Hoe hoger je komt in de sferen van professionele kunst, des te meer kom je er achter dat het net zo banaal is als ieder ander werk en dat het voor een groot deel te maken heeft met beleggen van kapitaal en zaken die daar mee samenhangen.
Je hebt allerlei circuits. Neem het museumcircuit. Je ziet iemand bijvoorbeeld in het Haags Gemeentemuseum hangen en een paar jaartjes later in Boymans. Dan komt het ineens helemaal niet verder. Schamen de directeuren zich dan opeens tegenover hun buitenlandse collega's voor wat ze hier brengen? Zoiets is dan heel onduidelijk. Jan Dibbets en Ger van Elk werden pas serieus genomen nadat ze in een toonaangevende Galerie in New York hadden geëxposeerd. Kijk eens naar de mensen die dan nationaal een beetje doorbraken, die kwamen op een gegeven ogenblik allemaal van Ateliers '63 af, in Haarlem. Dat is tekenend voor dat soort flauwekul, dan zitten daar wat mensen met goede contacten. Zo simpel zit dat in elkaar.
Bewust van de tijdgeest en de naderende afschaffing van de BKR, vroeg Cor Kraat zich verder af wat er ontbreekt in de vercommercialisering van het kunstenaarschap: Zo stelde hij:
Kijk, goede kunst kan natuurlijk altijd en overal gemaakt worden. Maar wat wil je er mee? Wil je er van leven? Of wil je dat de mensen weten wat je maakt? Als je ervan wilt leven houdt dat zonder meer in dat je ook vertegenwoordiger van je eigen werk zal moeten zijn. Contacten en promoten behoren tot de natuurlijke bagage van het kunstenaarschap. 
Er heersen nog steeds allerlei cliché-normen in de kunst. Dat betekent voor een aantal kunstenaars dat je, zodra je een opdracht aanneemt, jezelf verkoopt aan de duivel. Heel ouderwetse gedachten, die horen bij de droomwereld van een havo-scholier. Dat ontwijkende gedrag komt ook voort uit sociale zekerheid, waardoor er niet die directe angst hoeft te zijn van: als ik dit of dat niet doe heb ik geen geld....

### Galerie Black Cat
In 1978 namen Cor Kraat, Hans Citroen en Hans Rothmeier het initiatief tot oprichting van de Galerie Black Cat. Ze stelden zich daarbij ten doel om dingen te brengen die in andere galeries niet aan bod komen. Naast beeldende kunst, wilden ze ook aandacht besteden aan muziek, theater en poëzie. De galerie begon in het woonhuis van Hans Rothmeier aan de Mauritsweg in Rotterdam.

### Monument voor Rotterdams wederopbouw
Cor Kraat wist de Nieuwe Delftse Poort uiteindelijk te verkopen als een monument voor Rotterdams wederopbouw.

## Exposities, een selectie
- 1971. Zeefdrukken, gouaches, etsen en objecten van Cor Kraat. Galerie De Welle, Schiedam.[18]
- 1973. Frans van Eyk en Cor Kraat. Kunstzaal Zuid, Zuidplein 120.[19]
- 1986. SALON D T 'EEN' met werk van Hans Citroen, Dora Dolz, Willem van Drunen, Marleen Felius, Cor Kraat, Joost Minnigh, Montebasso en John van 't Slot. Galerie De Lachende Koe, Delftshaven.[20]
- 1990. K & V Privé, Galerie Snoei, Rotterdam.[8]
- 2012. Cor Kraat, Made in Rotterdam. Centrum Beeldende Kunst, Rotterdam.

## Publicaties
- Hein van Haaren, Jan Oudenaarden.  Cor Kraat & de Nieuwe Delftse Poort; monument voor de wederopbouw van de stad Rotterdam. Phoenix & Den Oudsten, Rotterdam, 1996/
- Sandra Smets. De Kraat Krant: eenmalige uitgave ter gelegenheid van de tentoonstelling Cor Kraat, Made in Rotterdam. Centrum Beeldende Kunst, 2012.

## Galerij

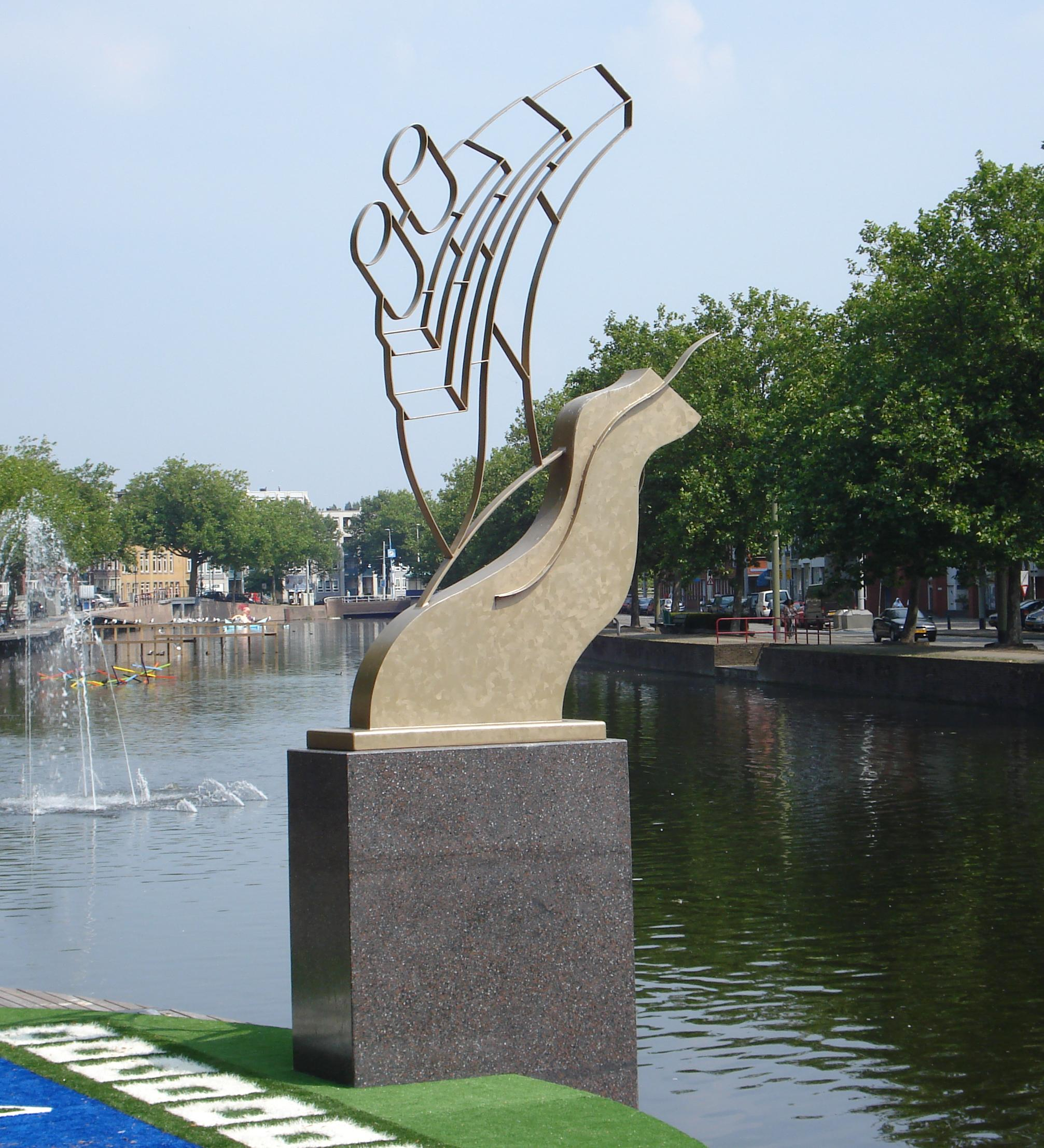
Rotterdam kunstwerk MS Rottebocht
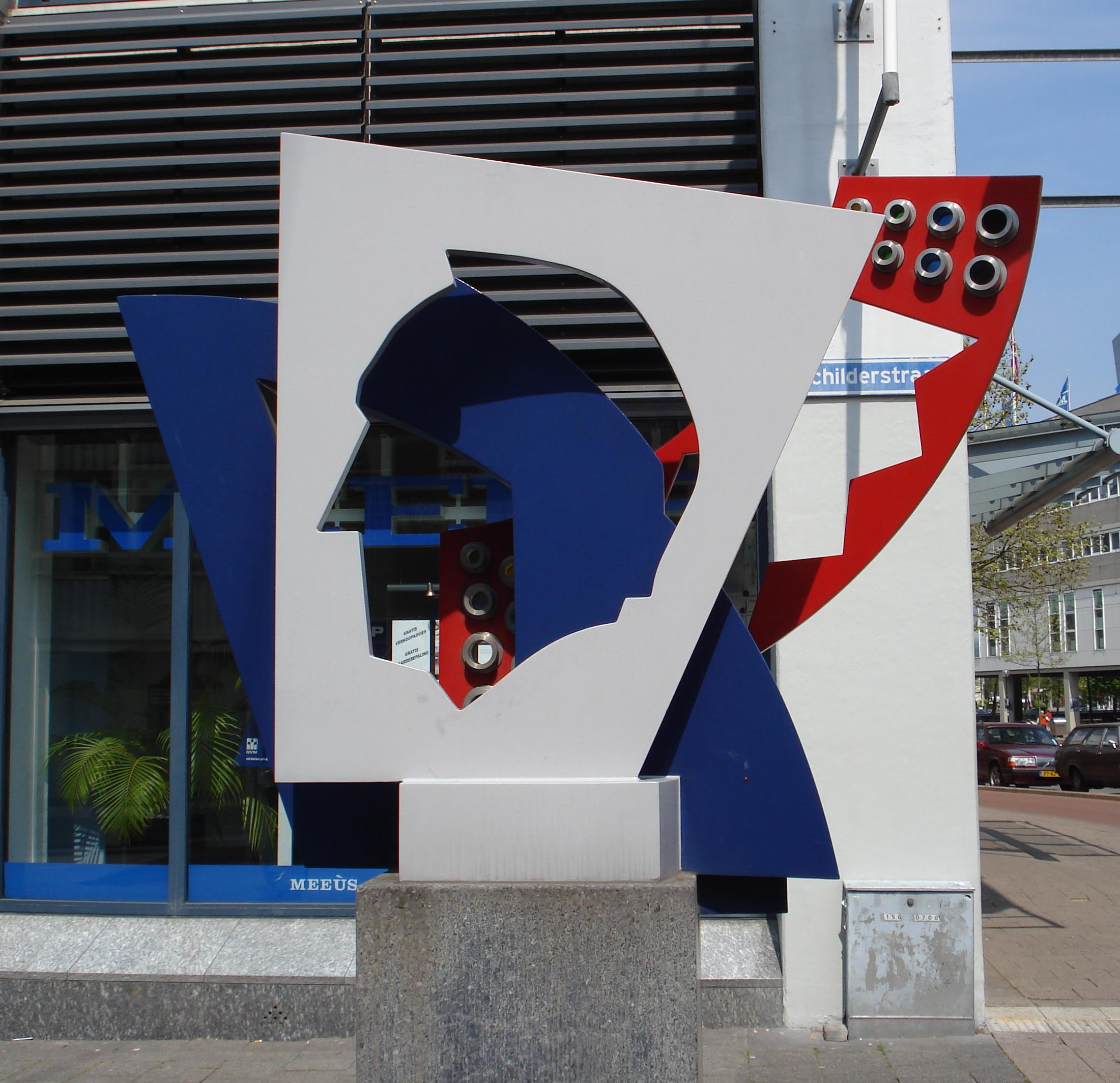
Rotterdam kunstwerk Langs de Maas
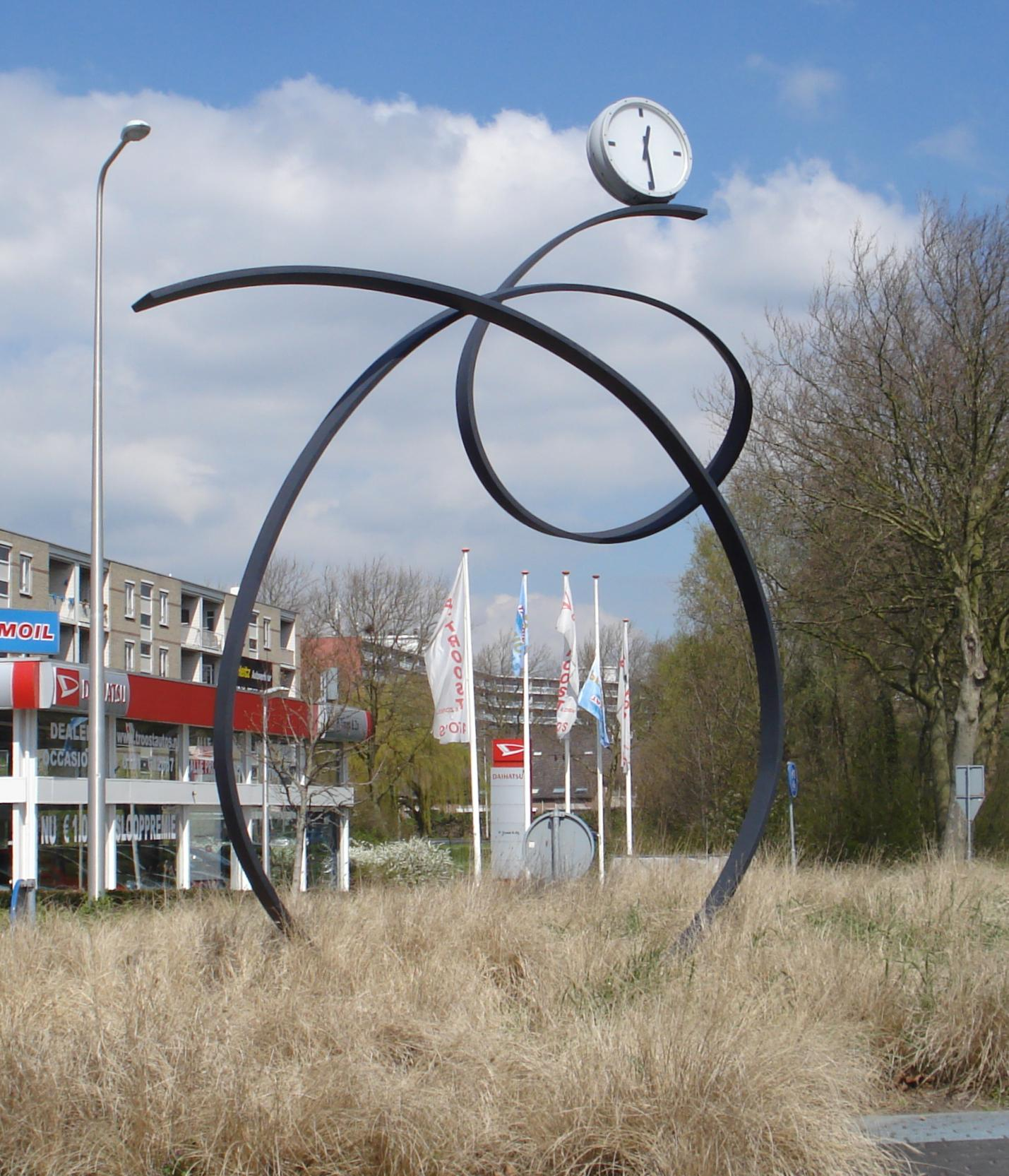
Spijkenisse kunstwerk slinger in de tijd